# Liste der Nummer-eins-Country-Alben in den USA (1977)
Dies ist eine Liste der Nummer-eins-Alben in den von Billboard ermittelten Verkaufscharts für Country-Alben in den USA im Jahr 1977. In diesem Jahr gab es zwölf Nummer-eins-Alben.

| ← 1976 ← | Liste der Nummer-eins-Country-Alben in den USA | Liste der Nummer-eins-Country-Alben in den USA | Liste der Nummer-eins-Country-Alben in den USA | 1978 →                    |
| \| Zeitraum \| Wo. ges. \| Interpret \| Titel \| Zusätzliche Informationen \| \| (Zeitraum, Wochen auf Platz eins, Interpret, Titel, zusätzliche Informationen) \| \| \| \| \| \| ------------------------------------------------------------------------------ \| -------- \| --------------- \| ---------------------------------------- \| ------------------------- \| \| 1. Januar 1977 – 7. Januar 1977 1 Woche (insgesamt 10) \| 10 \| Waylon Jennings \| Are You Ready for the Country[1] \| - \| \| 8. Januar 1977 – 14. Januar 1977 1 Woche (insgesamt 1) \| 1 \| Conway Twitty \| Conway Twitty's Greatest Hits Vol. II[2] \| - \| \| 15. Januar 1977 – 25. Februar 1977 6 Wochen (insgesamt 6) \| 6 \| Waylon Jennings \| Waylon Live[3] \| - \| \| 26. Februar 1977 – 22. April 1977 8 Wochen (insgesamt 8) \| 8 \| Emmylou Harris \| Luxury Liner[4] \| - \| \| 23. April 1977 – 13. Mai 1977 3 Wochen (insgesamt 3) \| 3 \| Glen Campbell \| Southern Nights[5] \| - \| \| 15. April 1977 – 20. Mai 1977 5 Wochen (insgesamt 1) \| 1 \| Dolly Parton \| New Harvest – First Gathering[6] \| - \| \| 21. Mai 1977 – 3. Juni 1977 2 Wochen (insgesamt 2) \| 2 \| Kenny Rogers \| Kenny Rogers[7] \| - \| \| 4. Juni 1977 – 2. September 1977 13 Wochen (insgesamt 13) \| 13 \| Waylon Jennings \| Ol' Waylon[8] \| - \| \| 3. September 1977 – 11. November 1977 10 Wochen (insgesamt 10) \| 10 \| Elvis Presley \| Moody Blue[9] \| - \| \| 12. November 1977 – 16. Dezember 1977 5 Wochen (insgesamt 5) \| 5 \| Elvis Presley \| Elvis in Concert[10] \| - \| \| 17. Dezember 1977 – 23. Dezember 1977 1 Woche (insgesamt 1) \| 1 \| Linda Ronstadt \| Simple Dreams[11] \| - \| \| 24. Dezember 1977 – 30. Dezember 1977 1 Woche (insgesamt 1) \| 1 \| Dolly Parton \| Here You Come Again[12] \| - \| |                                                |                                                |                                                |                           |
| ← 1976 |                                                |                                                |                                                | → 1978 →                  |
| Zeitraum | Wo. ges.                                       | Interpret                                      | Titel                                          | Zusätzliche Informationen |
| (Zeitraum, Wochen auf Platz eins, Interpret, Titel, zusätzliche Informationen) |                                                |                                                |                                                |                           |
| 1. Januar 1977 – 7. Januar 1977 1 Woche (insgesamt 10) | 10                                             | Waylon Jennings                                | Are You Ready for the Country                  | -                         |
| 8. Januar 1977 – 14. Januar 1977 1 Woche (insgesamt 1) | 1                                              | Conway Twitty                                  | Conway Twitty's Greatest Hits Vol. II          | -                         |
| 15. Januar 1977 – 25. Februar 1977 6 Wochen (insgesamt 6) | 6                                              | Waylon Jennings                                | Waylon Live                                    | -                         |
| 26. Februar 1977 – 22. April 1977 8 Wochen (insgesamt 8) | 8                                              | Emmylou Harris                                 | Luxury Liner                                   | -                         |
| 23. April 1977 – 13. Mai 1977 3 Wochen (insgesamt 3) | 3                                              | Glen Campbell                                  | Southern Nights                                | -                         |
| 15. April 1977 – 20. Mai 1977 5 Wochen (insgesamt 1) | 1                                              | Dolly Parton                                   | New Harvest – First Gathering                  | -                         |
| 21. Mai 1977 – 3. Juni 1977 2 Wochen (insgesamt 2) | 2                                              | Kenny Rogers                                   | Kenny Rogers                                   | -                         |
| 4. Juni 1977 – 2. September 1977 13 Wochen (insgesamt 13) | 13                                             | Waylon Jennings                                | Ol' Waylon                                     | -                         |
| 3. September 1977 – 11. November 1977 10 Wochen (insgesamt 10) | 10                                             | Elvis Presley                                  | Moody Blue                                     | -                         |
| 12. November 1977 – 16. Dezember 1977 5 Wochen (insgesamt 5) | 5                                              | Elvis Presley                                  | Elvis in Concert                               | -                         |
| 17. Dezember 1977 – 23. Dezember 1977 1 Woche (insgesamt 1) | 1                                              | Linda Ronstadt                                 | Simple Dreams                                  | -                         |
| 24. Dezember 1977 – 30. Dezember 1977 1 Woche (insgesamt 1) | 1                                              | Dolly Parton                                   | Here You Come Again                            | -                         |